# Снем

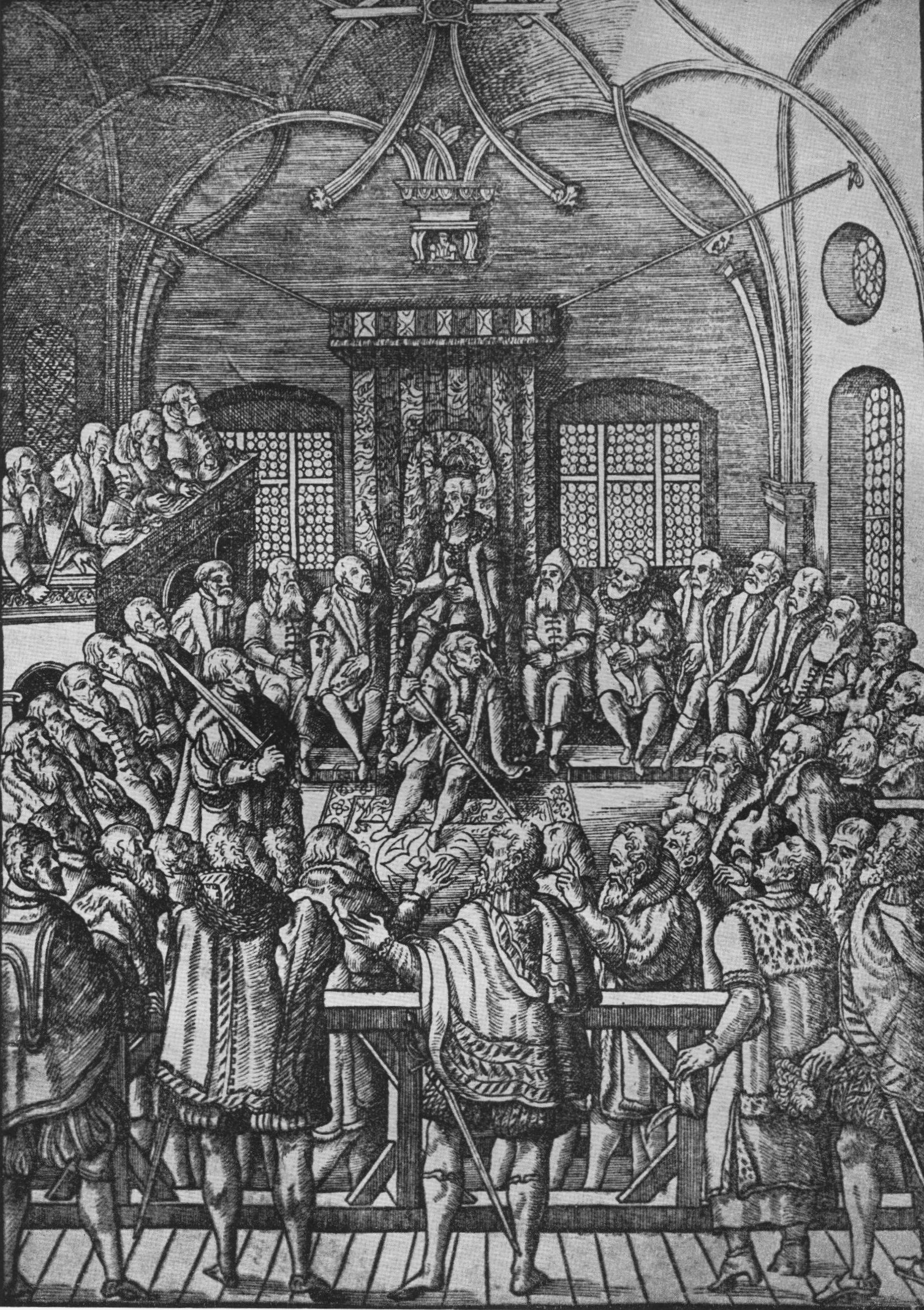
Засідання чеського (богемського) снему у 1564 році

Снем (прасл. *sъnьmъ, чеськ. sněm, буквально — «збори») — назва народних зборів, а згодом — представницького органу влади в слов'янських країнах, зокрема в Чехії.
У польській і мовах народів, що входили до складу Речі Посполитої, використовується споріднена за походженням назва — сейм (сойм).
У Русі снемами називали княжі з'їзди.